# St. Kunibert (Sinzenich)

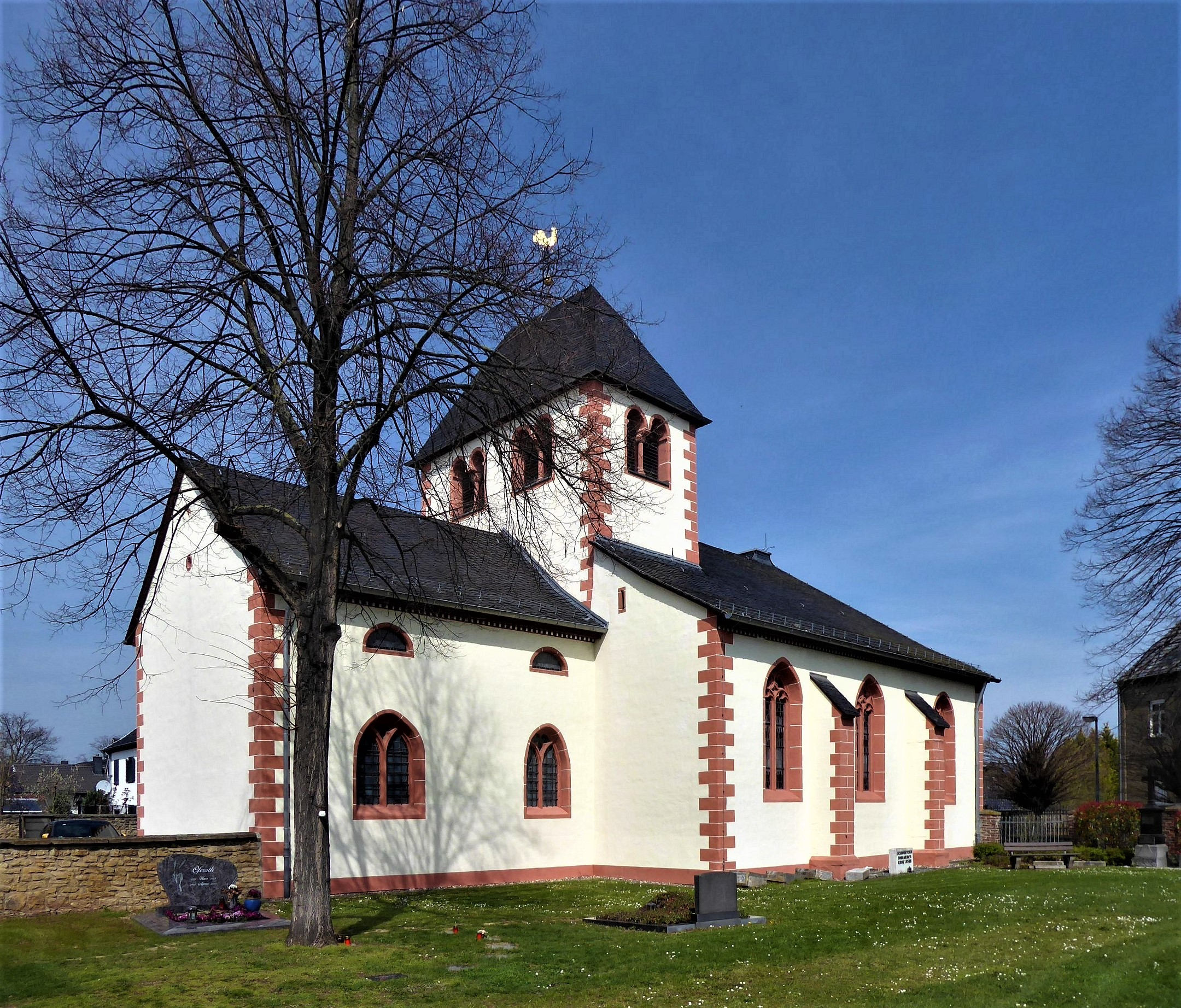
Außenansicht

St. Kunibert in Sinzenich, einem Stadtteil von Zülpich, ist eine bemerkenswerte und eigentümliche römisch-katholische Kirche im nördlichen Eifelvorland, deren Schutzpatron der heilige Kunibert von Köln ist. Sie gehört zum Seelsorgebereich Zülpich im Kreisdekanat Euskirchen des Erzbistums Köln.
Die Abweichungen von gewöhnlichen Bauformen erklären sich aus dem erhaltenen römischen Bestand. Die Kirche ist der einzige zum Teil erhaltene Römerbau zwischen Köln und Trier. Dies wurde erst im Jahr 1962 bei einer Restaurierung entdeckt. Sie bezeugt damit, dass die frühen Christen römische Gebäude als Kirchen benutzt haben. Römisches Mauerwerk ist in der Chorbogenwand und in der westlichen Turmwand bis in neun Meter Höhe, in den Schmalseiten des Turmes bis fünf Meter und in der Ostwand noch drei Meter hoch erhalten und zum Teil zu erkennen.

## Baugeschichte

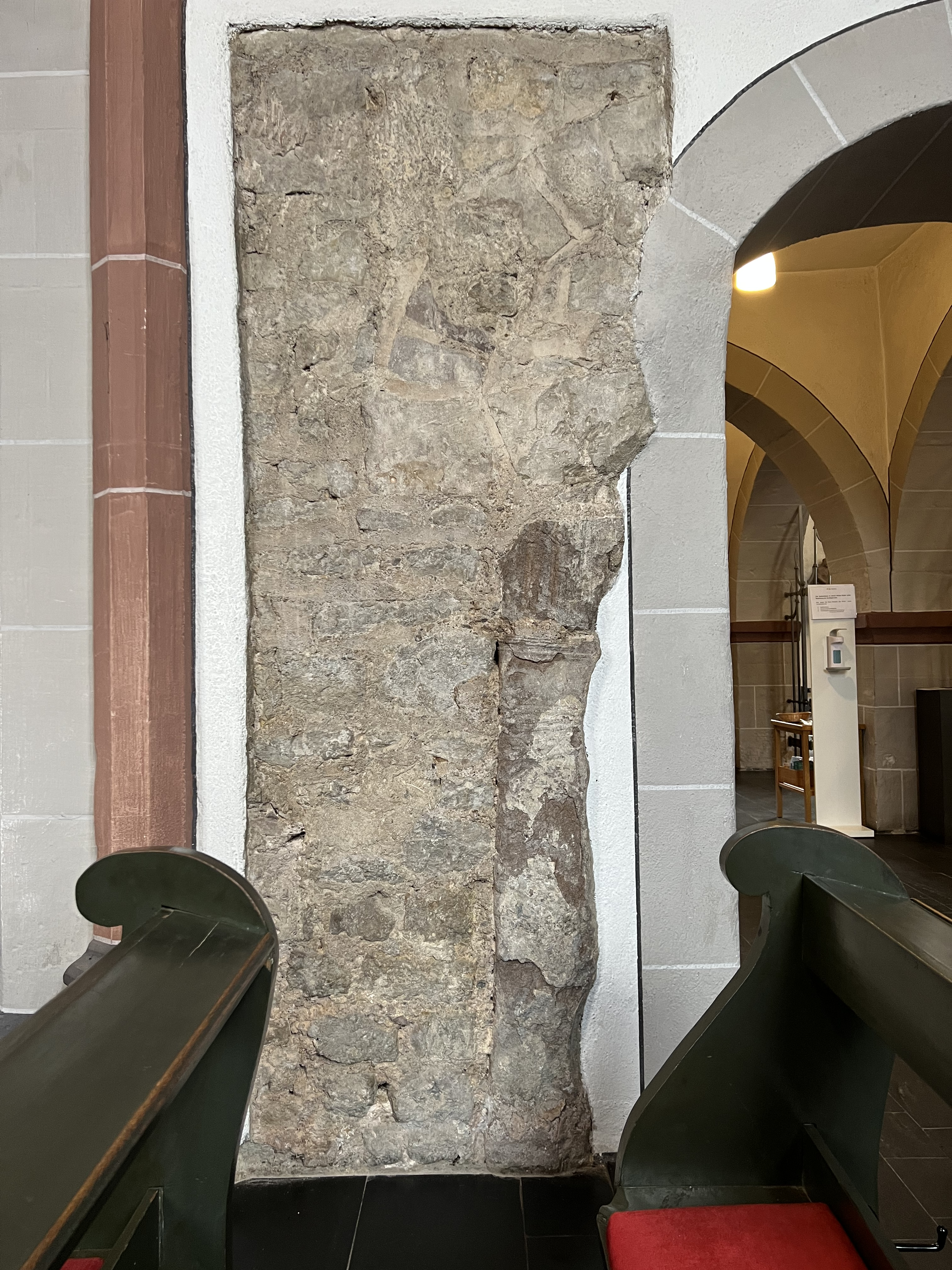
Römische Wand mit Entlastungsbogen

Die Funde des römischen Baumaterials, der Grundriss und Reste von Rauchzügen lassen den Schluss zu, dass der Vorgängerbau von St. Kunibert ein römischer Gutshof war. Vom römischen Mauerwerk ist ein Teil des Eingangs zur nördlichen Badekammer noch sichtbar: Man erkennt monolithische Gewändepfosten, den Ansatz eines geraden Sturzes und in 1,25 m Höhe Reste eines Entlastungsbogen. Auf den Fundamenten der römischen Villa wurde um das Jahr 1031 ein Dachstuhl aufgerichtet, so dass man sagen kann, dass spätestens ab diesem Jahr der römische Bau als Kirche von Sinzenich diente. Der querrechteckige Turm wurde um 1200 auf römischen Mauerwänden errichtet. Der etwas nach Osten abgewinkelte quadratische Chor stammt aus der ersten Hälfte des 13. Jahrhunderts. Die Sakristei ist ein kleiner Anbau aus dem 14. Jahrhundert und diente früher dem nördlichen Seitenschiff als Altarraum. Um 1500 wurde das Langhaus neu im spätgotischen Stil errichtet. Das Mittelschiff ruht auf schlanken achtseitigen Pfeilern ohne Kapitelle, auf denen zwei Sterngewölbe sitzen. Die Wappen der Familien Gertzen von Syntzich und Kortenbach bilden zwei Schlusssteine. Sie bezeugen die Bautätigkeit der Ortsfeudalen. Das Oratorium an der Südwestseite wurde zu Beginn des 16. Jahrhunderts für Franziskanerinnen angebaut.
Seit dem 19. Mai 1987 steht St. Kunibert unter Denkmalschutz. Die letzte grundlegende Restaurierung des Kirchenraums erfolgte in den Jahren 1982/83 unter Pfarrer Wilhelm Cornelissen mit dem Architekten K. J. Ernst aus Zülpich.

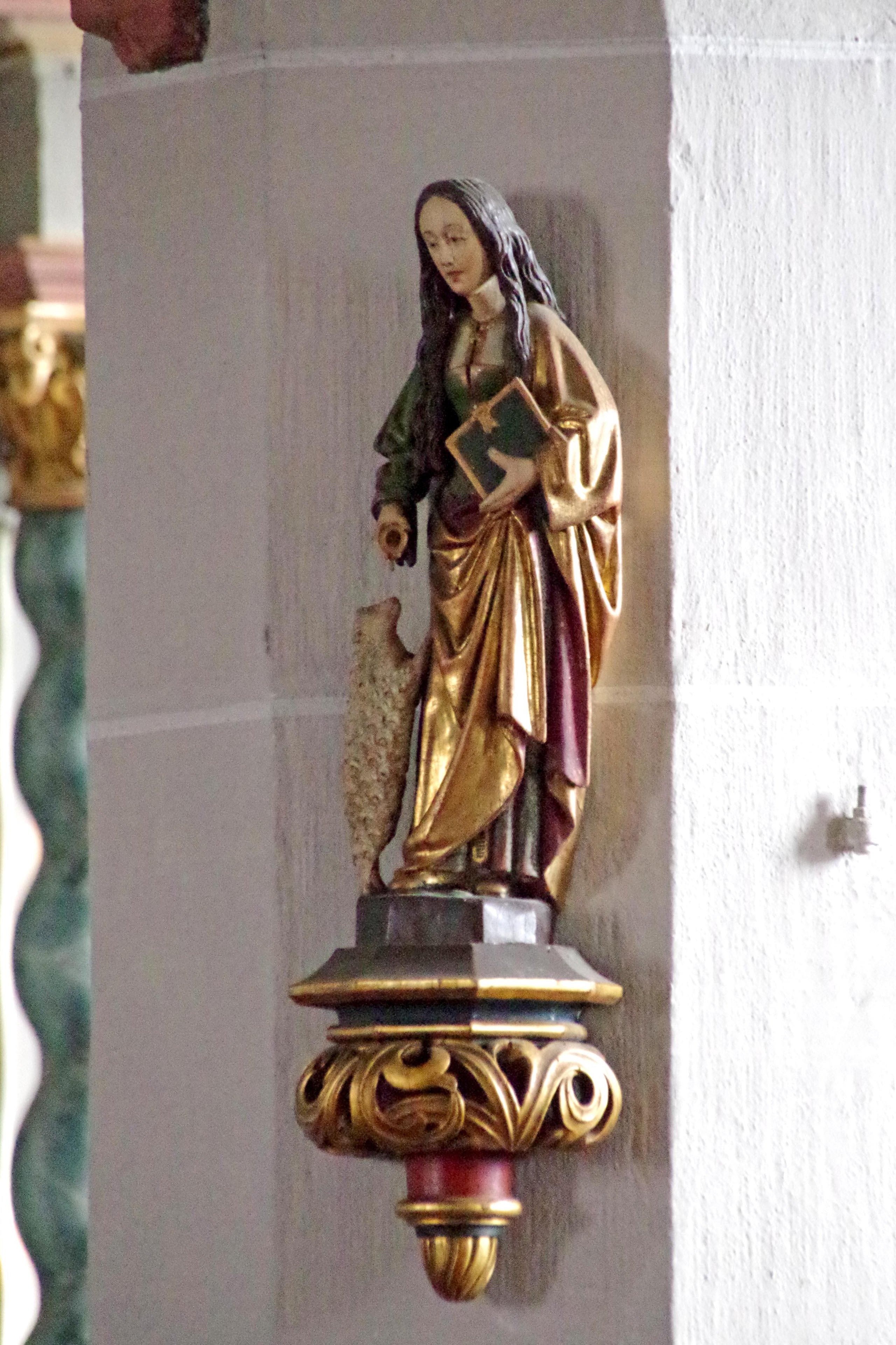
Hl. Agnes mit Lamm

## Ausstattung

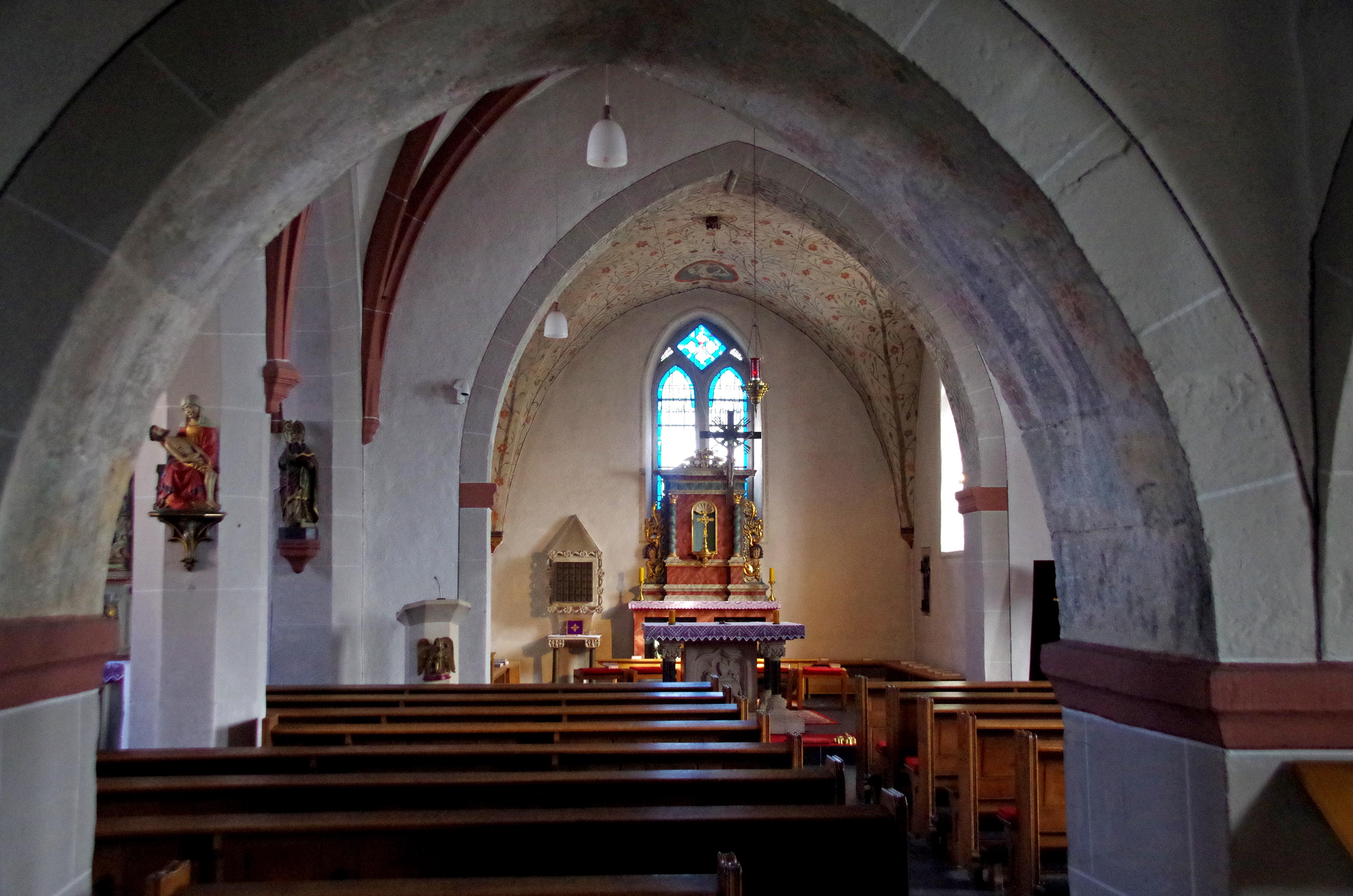
Innenansicht

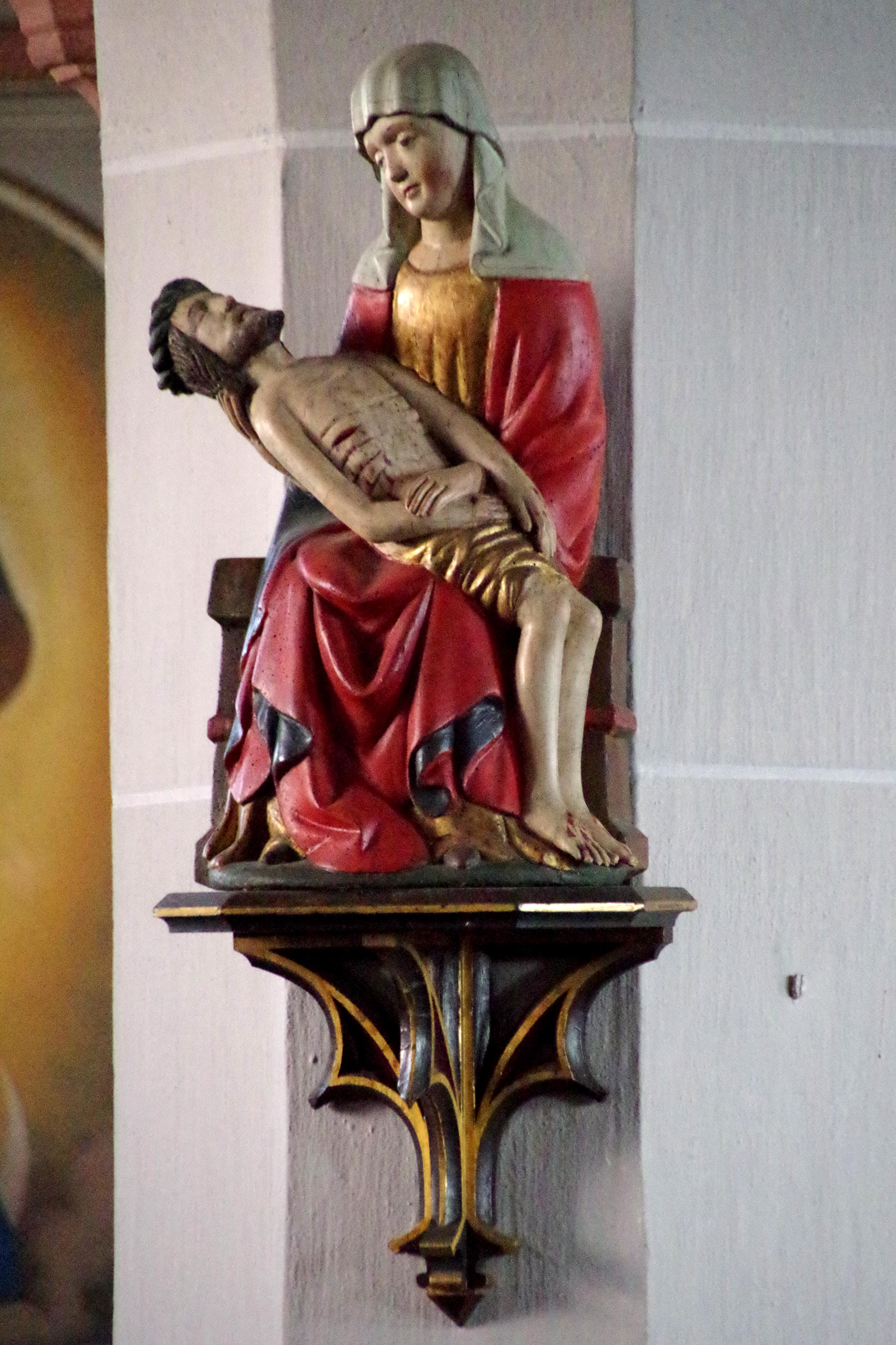
Pietà, 15. Jahrh.

Die gemauerte Altarmensa stammt aus der Zeit des Chorbaus. Die Gewölbemalereien des Chors entstanden um 1500. Filigrane Blumenzweige umranken die vier Evangelisten-Medaillons in den Gewölbekappen. Reste von figürlicher mittelalterlicher Wandmalerei sind noch im Untergeschoss des Turmbereiches erhalten. Zu erahnen ist die Darstellung von Gottvater und Christus. Das Werk wurde direkt auf die Schlemme aufgetragen.
Die aus Holz geschaffene Pietà stammt aus dem frühen 15. Jahrhundert. Aus dieser Zeit wurde auch die Holzfigur des Judas Thaddäus geschaffen. Die Holzskulptur der Heiligen Agnes ist um 1500 entstanden und wurde später polychromiert. Das weiße an ihr hochspringende Lamm zu ihrer Rechten ist Sinnbild des himmlischen Bräutigams. Die Monstranz ist eine Arbeit des Goldschmiedemeisters Gerhard Bucking aus der zweiten Hälfte des 16. Jahrhunderts mit Stilelementen aus dem Übergang von der Spätgotik zur Renaissance. Die beiden Seitenaltäre sind derbe Arbeiten des späteren 17. Jahrhunderts mit gedrehten Säulen und Knorpelornamenten. Die polychromierte Holzskulptur des Kirchenpatrons Kunibert ist eine Arbeit aus der Zeit um 1700. Den Korpus des Altarkreuzes schuf Coerner aus Bad Münstereifel in der Zeit um 1730. Den Hauptaltar, das Sakramentshaus und das Ewige Licht gestaltete J. Wolks aus Waldfeucht 1904. Im Jahr 1861 malte der Düsseldorfer Künstler Busch für beide Altäre neue Gemälde im Nazarenerstil. Dargestellt ist im südlichen Seitenschiff die Heilige Katharina, im nördlichen Seitenschiff die Mutter Gottes in betender Haltung. In einem Turmjoch steht der Taufstein aus Marmor von 1841. Acht Kirchenfenster, davon drei Halbmonde oberhalb der Orgel, der Glasmalereiwerkstatt Dr. Oidtmann aus Linnich sind im Jahr 1966 eingesetzt worden. Die künstlerische Gestaltung stammt von Paul Weigmann aus Leverkusen. Der Kreuzweg ist eine neuzeitliche Arbeit aus Maria Laach.
St. Kunibert verfügt über vier historische Glocken. Die beiden größeren entstammen dem Jahr 1506, die dritte Glocke ist von 1774 und die kleinste aus dem Jahr 1588. Sie werden ergänzt durch zwei neue Glocken, die 1997 in der Eifeler Glockengießerei entstanden.
| Glocke | Name                | Gussjahr | Gießer                  | Durchmesser ≈ | Gewicht ≈ | Schlagton |
| ------ | ------------------- | -------- | ----------------------- | ------------- | --------- | --------- |
| 1      | Große Marienglocke  | 1516     | Jan van Alfter          | 1203 mm0      | 1060 kg0  | f′+2      |
| 2      | Kunibertsglocke     | 1516     | Jan van Alfter          | 1106 mm0      | 810 kg    | ges′+1    |
| 3      | Wilhelmsglocke      | 1997     | Eifeler Glockengießerei | 915 mm        | 525 kg    | b′±0      |
| 4      | Johannesglocke      | 1774     | Martin Legros           | 650 mm        | 164 kg    | d″-5      |
| 5      | Hubertusglocke      | 1997     | Eifeler Glockengießerei | 626 mm        | 167 kg    | f″-1      |
| 6      | Kleine Marienglocke | 1588     | Heinrich von Collen     | 580 mm        | 127 kg    | g″-1      |

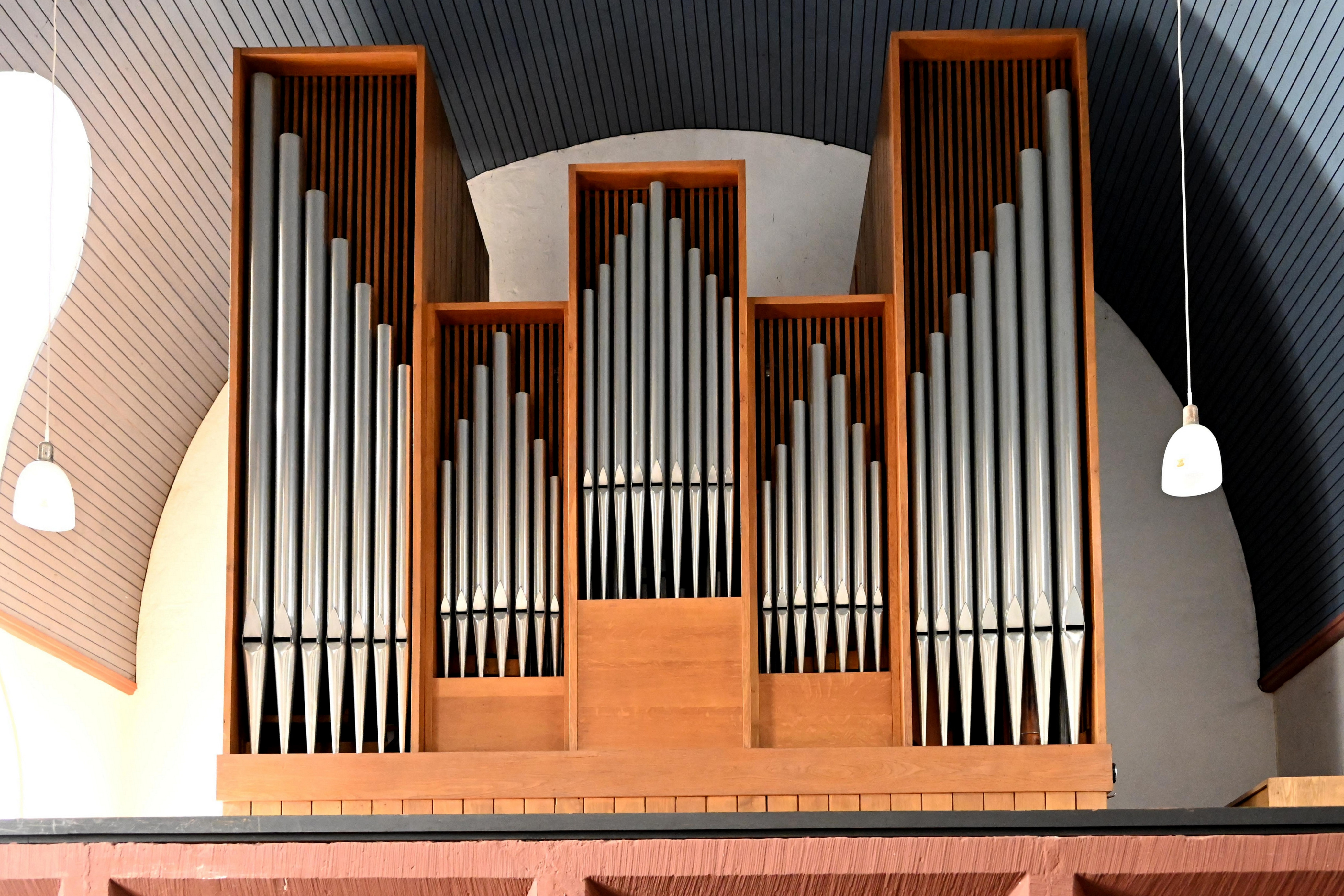
Orgel St. Kunibert

1964 kam die Orgel der niederländischen Firma Verschueren aus Heythuysen in die Kirche. Sie ist eine Schleifladenorgel mit 874 Pfeifen in 13 klingenden Registern auf zwei Manualen und Pedal. 1984 wurde sie von der Firma Weimbs Orgelbau in Hellenthal, Eifel instand gesetzt.